# Sebastião da Gama
Sebastião Artur Cardoso da Gama (Azeitão, 10 aprile 1924 – Lisbona, 7 febbraio 1952) è stato un poeta e docente portoghese.

## Biografia
Sebastião da Gama si laureò in Filologia romanza nel 1947 presso la facoltà di Lettere dell'Università di Lisbona.
Fu professore a Lisbona presso la Escola Industrial e Comercial Veiga Beirão, a Setúbal presso la Escola Secundária Sebastião da Gama (attuale Escola Secundária Sebastião da Gama) e a Estremoz, presso la locale Scuola Industriale e Commerciale.
Collaborò con le riviste Mundo Literário  (1946-1948), Árvore e Távola Redonda.
La sua opera è collegata alla Serra da Arrábida, dove visse e che diventò motivo poetico ricorrente nei suoi testi (in particolare nel libro d'esordio, Serra-Mãe, del 1945), e alla sua tragedia personale, dovuta al male che lo uccise precocemente, la tubercolosi.
Una sua lettera inviata nell'agosto del 1947 a varie personalità per chiedere la difesa della Serra da Arrábida costituisce una delle ragioni per cui si costituì nel 1948 la LPN (Liga para a Protecção da Natureza), la prima associazione ecologista portoghese.
Il suo Diário, pubblicato postumo nel 1958, è un'interessantissima testimonianza della sua esperienza di docente e una valida riflessione sull'insegnamento.
Le freguesia di São Lourenço e di São Simão istituirono a suo nome il Premio nazionale di poesia Sebastião da Gama. Il primo giugno del 1999 fu inaugurato nel paese natale, Vila Nogueira de Azeitão, il Museo a lui dedicato, la cui funzione è conservare la memoria e l'opera del Poeta dell'Arrábida, como era conosciuto.
Morì in seguito a una tubercolosi renale, della quale soffriva fin dall'adolescenza.

## Opere

### Pubblicate in vita

#### Poesia
- Serra-Mãe. Lisboa: Portugália Editora, 2013
- Loas a Nossa Senhora da Arrábida. Com Miguel Caleiro. Lisboa: Imprensa Artística, 1946
- Cabo da Boa Esperança. Lisboa: Portugália Editora, 1947
- Campo Aberto. Lisboa: Portugália Editora, 1951

#### Prosa
- A Região dos Três Castelos. Azeitão: Transportadora Setubalense, 1949.

### Pubblicate postume
- Pelo Sonho é que Vamos, 1953
- Diário, 1958
- Itinerário Paralelo, 1967.

Compilado por David Mourão-Ferreira
- O Segredo é Amar, 1969
- Cartas I, 1994

## Fonti
- Instituto Camões, su cvc.instituto-camoes.pt.
- Projecto Vercial, su alfarrabio.di.uminho.pt.